# Adam Craig
Adam Craig (Bangor, 15 augustus 1981) is een wielrenner uit de Verenigde Staten die vooral actief is als mountainbiker. Hij vertegenwoordigde zijn vaderland bij de Olympische Spelen van 2008 in Peking, waar hij als 29ste eindigde op het onderdeel cross-country. Craig maakt sinds 2010 deel uit van het Rabobank-Giant Offroad Team.

## Erelijst
2002
- 1e in  Amerikaanse kampioenschappen, Cyclocross, Beloften

2003
- 1e in  Amerikaanse kampioenschappen, Cyclocross, Beloften

2004
- 2e in Amerikaanse kampioenschappen, Mountainbike, XC, Elite

2005
- 3e in Amerikaanse kampioenschappen, Mountainbike, XC, Elite

2007
- 1e in  Amerikaanse kampioenschappen, Mountainbike, XC, Elite
- 1e in  Pan-Amerikaanse Spelen, Mountainbike, XC, Elite

2008
- 1e in  Amerikaanse kampioenschappen, Mountainbike, XC, Elite
- 29e in Olympische Spelen, Mountainbike, XC, Elite

2012
- 3e in Amerikaanse kampioenschappen, Mountainbike, XC, Elite

## Ploegen
- 2005 — Health Net Presented by Maxxis (Verenigde Staten)
- 2008 — Giant MTB Team (Verenigde Staten)
- 2010 — Rabobank - Giant Offroad Team (Nederland)